# 藍錆色
藍錆色（あいさびいろ）とは、藍色が少し赤みを帯びた色のことである。JIS規格外の色である。単に藍錆とも呼び、この色で染められた織物も同様に藍錆と呼ぶ。

## 近似色
- 藍色
- 青